# 윤선혜
윤선혜 (1997년 5월 26일 ~ ) 대한민국의 전 아역배우이다.

## 드라마
- 2009년 KBS 2TV 아침드라마 장화홍련 ... 홍길란 역

## 영화
- 2007년 코미디 영화 잘 살아보세 ... 석구 작은딸 역
- 2007년 드라마 영화 허브 ... 생일 친구 1 역
- 2007년 드라마 가족 영화 웅이 이야기 ... 소라 역
- 2010년 드라마 영화 하녀 ... 특실 간호사 1 역